# عظاءة الأعماق المتوحشة
عظاءة الأعماق المتوحشة (الاسم العلمي: Bathysaurus ferox) (بالإنجليزية: deepsea lizardfish )‏ هي نوع من الأسماك تتبع جنس عظاءة الأعماق من فصيلة أسماك عظاءات الأعماق.